# Kanus Iunius Niger (Konsul 138)
Kanus Iunius Niger war ein im 2. Jahrhundert n. Chr. lebender römischer Politiker.
Durch ein Militärdiplom, das auf den 28. Februar 138 datiert ist, ist belegt, dass Niger 138 zusammen mit Gaius Pomponius Camerinus ordentlicher Konsul war.
Sein Vater war vermutlich Kanus Iunius Niger, ein Statthalter in der Provinz Germania superior.